# Ständiger Diakonat
Der Ständige Diakonat, genauer das Amt des Ständigen Diakons, ist eine Form des christlichen Diakonenamtes, das durch die Diakonenweihe verliehen wird. Es ist ein selbständiges Amt bzw. Dienst im geistlichen, karitativen sowie im seelsorglichen Bereich. Seit dem Zweiten Vatikanischen Konzil wurde er in der römisch-katholischen Kirche neu belebt, nachdem er lange ausschließlich als Vorstufe zum Priesteramt verstanden worden war. Die Ausbildung zum Ständigen Diakon ist sowohl über ein Hochschulstudium als auch über ein Fernstudium bei Theologie im Fernkurs möglich.

## Geschichte
Das Wort Diakon (altgriechisch διάκονος diákonos) bedeutet „Diener“ oder „Helfer“. Schon im Urchristentum gab es in der Kirche einen besonderen „Dienst“ der Nächstenliebe und der Verkündigung (Apg 6,1–7 ). Jünger, die diesen Dienst übernahmen, wurden Diakone genannt. Ihr ganzer Lebensinhalt war es, dem Beispiel Jesu zu folgen, der nach seinen eigenen Worten nicht gekommen war, um sich bedienen zu lassen, sondern um zu dienen und ganz für andere da zu sein.
Nach einer wechselvollen Geschichte des Diakonats über fast zweitausend Jahre – zuletzt war der Dienst als Diakon nur noch eine Art Vorstufe auf dem Weg zum Priesteramt – wurde der Ständige Diakonat sowohl in der altkatholischen Kirche wie auch in der römisch-katholischen Kirche wiedereingeführt. In der römisch-katholischen Kirche erfolgte dies durch einen Beschluss des Zweiten Vatikanischen Konzils. Seitdem werden wieder Männer, die meist verheiratet sind und Familie haben, zu Ständigen Diakonen geweiht. „Ständiger“ Diakon bedeutet: Für diese Männer ist das Amt des Diakons keine Vorstufe auf dem Weg zum Priesteramt, sondern ihre Berufung.
Die weltweit erste Weihe von Ständigen Diakonen fand am 28. April 1968 in Köln statt. Dabei wurden fünf verheiratete Männer von Weihbischof Augustinus Frotz geweiht; die Predigt hielt Joseph Kardinal Frings, der sich beim Konzil besonders für die Wiedereinführung des Ständigen Diakonats eingesetzt hatte. In der Diözese Augsburg wurden erstmals am 20. Juli 1969 drei Ständige Diakone geweiht.
Bei der Bischofssynode zum Thema Amazonien – neue Wege für die Kirche und eine ganzheitliche Ökologie (Amazonassynode) im Oktober 2019 stimmte eine Mehrheit der teilnehmenden Bischöfe für die Empfehlung, künftig im Amazonasgebiet ständige Diakone nach Durchlaufen einer priesterlichen Ausbildung auch dann zu Priestern zu weihen, wenn sie schon eine Familie gegründet haben. Mit der Zulassung solcher Männer zur Weihe solle die Seelsorge und die Feier der Eucharistie in Gemeinden sichergestellt werden, die besonders unter Priestermangel leiden. In seinem nachsynodalen Schreiben Querida Amazonia („geliebtes Amazonien“) vom 2. Februar 2020 griff Papst Franziskus dieses Votum nicht auf, stattdessen solle die Bischofskonferenz andere Anstrengungen unternehmen, um auch in entlegenen Teilen der Amazonasregion die Eucharistiefeier häufiger zu ermöglichen. So sollte es beispielsweise viel mehr ständige Diakone im Amazonasbecken geben.

## Ausübungsformen
Ständige Diakone können ihren Dienst sowohl hauptberuflich als auch neben ihrem Zivilberuf ausüben. Letztere üben ihren Dienst wohnortnah aus, während Diakone im Hauptberuf an den ihnen zugewiesenen Einsatzorten wohnen müssen (Residenzpflicht). Sie werden in der Pfarrseelsorge oder in der Sonderseelsorge (Krankenhausseelsorge, Gefängnisseelsorge usw.) eingesetzt. Als Diakone im Hauptberuf erhalten sie eine Besoldung im Rahmen der diözesanen Stellenpläne für ihre Tätigkeit, als Diakone mit Zivilberuf eine Aufwandsentschädigung.
Der Diakon übernimmt in der katholischen Kirche eine ständig wachsende Zahl von Aufgabenbereichen, die sich seit jeher in drei Felder aufteilen lassen:
- der Dienst der Nächstenliebe
- die Verkündigung der Frohen Botschaft
- die Feier des Glaubens in der Liturgie

Konkret heißt das:
- Diakone helfen mit in der Seelsorge der Gemeinden, sie wenden sich denen zu, die am Rand der Gesellschaft leben, besuchen Alte, Kranke, Behinderte und Gefangene, begleiten Sterbende, kümmern sich um Asylanten, Aussiedler und Menschen in besonderen Lebenskrisen.
- Sie predigen im Gottesdienst, erteilen als hauptberufliche Diakone an den Schulen Religionsunterricht, führen Glaubensgespräche, leiten Bibelkreise und bereiten Kinder, Jugendliche und Erwachsene auf den Empfang der Sakramente vor.
- Sie assistieren dem Priester in der heiligen Messe, spenden die Taufe, leiten kirchliche Begräbnisfeiern und assistieren bei der Spendung des Sakraments der Ehe, feiern Wortgottesdienste und Andachten, halten Segnungsfeiern und bringen Alten und Kranken die heilige Kommunion.

## Weihe und kirchliche Bedeutung
Die Bezeichnung Ständiger Diakon kommt in der römisch-katholischen Kirche und der altkatholischen Kirche vor. Während ein Priesteramtskandidat meist einige Zeit nach der Weihe zum Diakon die Priesterweihe empfängt, bleibt ein Ständiger Diakon in der Regel in diesem Stand.
In der römisch-katholischen Kirche wurde das Amt des Ständigen Diakons vom Zweiten Vatikanischen Konzil in der dogmatischen Konstitution über die Kirche, Lumen gentium, wiederhergestellt:

„Weil diese für die Kirche in höchstem Maße lebensnotwendigen Diakon-Ämter bei der gegenwärtig geltenden Disziplin der lateinischen Kirche in zahlreichen Gebieten nur schwer ausgeübt werden können, kann in Zukunft der Diakonat als eigene und beständige hierarchische Stufe wiederhergestellt werden. Den zuständigen verschiedenartigen territorialen Bischofskonferenzen kommt mit Billigung des Papstes die Entscheidung zu, ob und wo es für die Seelsorge angebracht ist, derartige Diakone zu bestellen. Mit Zustimmung des Bischofs von Rom wird dieser Diakonat auch verheirateten Männern reiferen Alters erteilt werden können [...]“

Diakone unterliegen der Verpflichtung zum Zölibat. Allerdings können auch verheiratete Männer zu Diakonen geweiht werden, sie werden für die Dauer der bestehenden Ehe vom Zölibat dispensiert (freigestellt). Das Mindestalter beträgt 25 Jahre (für ehelose Kandidaten), 35 Jahre für Verheiratete.
Ein Ständiger Diakon hat dieselben Rechte und Pflichten wie ein nicht-ständiger Diakon, was sich aus der Zugehörigkeit zum Klerus aufgrund der Weihe ergibt. Der Diakon verrichtet im Auftrag der Kirche das Stundengebet, ist dazu jedoch nicht in vollem Umfang verpflichtet; er muss jedoch zumindest die Laudes und die Vesper beten.
Auch in den altkatholischen Kirchen der Utrechter Union wurde der Ständige Diakonat wieder eingeführt, wobei sich die Details je nach Nationalkirche unterscheiden. In allen altkatholischen Kirchen mit Ausnahme der polnischen sind zum Diakonat Männer und Frauen zugelassen, in den Niederlanden, Deutschland, der Schweiz und Österreich gilt dies für alle geistlichen Ämter.
Für die Zugehörigkeit zum Ständigen Diakonat ist es nicht notwendig, verheiratet zu sein, allerdings muss ein Diakon in christlicher Ehe leben, wenn er verheiratet ist; ebenso wenig sind Diakone vom Zölibat betroffen. Dieser wurde für alle geistlichen Ämter schon auf der 5. Synodesession der deutschen altkatholischen Kirche im Jahr 1878 aufgehoben.

## Zugangswege in der römisch-katholischen Kirche

### Diakon im Hauptberuf (Erzdiözese Bamberg)
Mindestalter: 35 Jahre, Höchstalter: 50 Jahre (zum Zeitpunkt der Weihe)
Ausbildung
- abgeschlossene Ausbildung als Gemeindereferent, mehrere Jahre Praxis in der Gemeindepastoral und unbefristete Anstellung oder
- abgeschlossene Ausbildung als Pastoralreferent, mehrere Jahre Praxis in der Gemeindepastoral und unbefristete Anstellung

(ein Jahr vorbereitende Phase, drei Jahre Diakonatskreis)

### Diakon mit Zivilberuf (Erzdiözese Bamberg)
Mindestalter: 35 Jahre, Höchstalter: 55 Jahre
Bisheriges ehrenamtliches Engagement in einer Pfarrei der Erzdiözese Bamberg (unabdingbare Voraussetzung)
Ausbildung:
- Bewerber ohne Theologiestudium: Grund- und Aufbaukurs von Theologie im Fernkurs der Domschule Würzburg (abgeschlossener Grundkurs vor Beginn der vorbereitenden Phase; abgeschlossener Aufbaukurs vor der Weihe)
- Bewerber mit nicht abgeschlossenem Theologiestudium: Absprache mit der Katholischen Akademie Domschule Würzburg
- Bewerber mit abgeschlossenem Theologiestudium: Einstieg in die vorbereitende Phase zum nächstmöglichen Zeitpunkt

(ein Jahr vorbereitende Phase)

### Diakon (Erzbistum Köln)
Die Ausbildung unterscheidet nicht danach, ob der Bewerber ins Hauptamt übernommen wird oder nicht.
Bewerber ohne Theologiestudium absolvieren ein vierjähriges Studium im Erzbischöflichen Diakoneninstitut. Es wird kein staatlicher Abschluss erworben, die Qualifikation liegt in etwa zwischen einem FH- und Universitätsdiplom. Ein weiteres Jahr dient der Weihevorbereitung. Nach der Weihe schließt eine berufsbegleitende Fortbildung an, die weitere zwei Jahre dauert.
Bewerber mit abgeschlossenem Theologiestudium verkürzen die Ausbildung vor der Weihe in der Regel von insgesamt fünf auf drei Jahre.